# 118 av. J.-C.
Cette page concerne l'année 118 av. J.-C. du calendrier julien proleptique.

## Événements
- 23 août 119 av. J.-C. (1er janvier 636 du calendrier romain) : début à Rome du consulat de Quintus Marcius Rex et Marcus Porcius Cato[1].

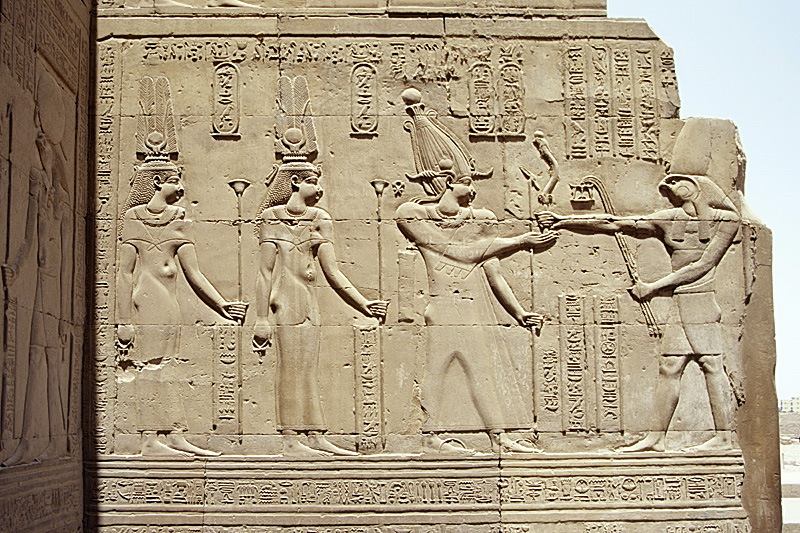
Pour obtenir l’appui du clergé face aux révoltes indigènes, les Ptolémées accordent par décret l’immunité aux temples, se privant de revenus considérables, et comblent leurs desservants de présents. Des paysans royaux en fuite se réfugient de plus en plus nombreux dans l’asile des sanctuaires. Les prêtres accroissent leur influence. Leur richesse est telle qu’ils prêtent de plus en plus au monarque. Ils récupèrent ainsi l’immense puissance temporelle qu’ils avaient eue sous la VIe et la XIXe dynastie, mais sans conserver l’autorité spirituelle et la dignité qui justifiaient alors leur pouvoir dans l’État. Ptolémée VIII, Cléopâtre II et Cléopâtre III. Relief du temple de Sobek et Haroëris à Kôm Ombo.

- 28 avril, Égypte : les souverains lagides Ptolémée VIII, Cléopâtre II et Cléopâtre III promulguent un édit qui amnistie « tous leurs sujets pour les infractions involontaires et intentionnelles qu’ils ont commises, des accusations dont ils sont l’objet, des condamnations qu’ils ont subies, de toutes les poursuites intentées contre eux, à l’exception de ceux coupables de meurtre ou de sacrilège. Ceux qui ont pris la fuite, notamment sous l’inculpation de brigandage, rentreront chez eux, reprendront les activités qu’ils exerçaient auparavant, et recouvreront ceux de leurs biens saisis pour ces motifs qui n’ont pas encore été vendus... »[3].

- Début des règnes conjoints de Adherbal (fin en 113 av. J.-C.), Hiempsal (fin en 117 av. J.-C.) et de Jugurtha (fin en 104 av. J.-C.), rois des Numides[4].
  - À la mort de Micipsa, la Numidie est partagée entre ses deux fils et son neveu Jugurtha. Ce dernier aurait fait assassiner un de ses cousins, Hiempsal, et occupe son territoire. Le survivant, Adherbal, qui règne à Cirta, fait appel au Sénat romain qui envoie une commission. Jugurtha l’achète et obtient gain de cause. La Numidie est divisée en deux. Jugurtha règne à l’ouest et Adherbal à l’est, dans la partie la plus riche.

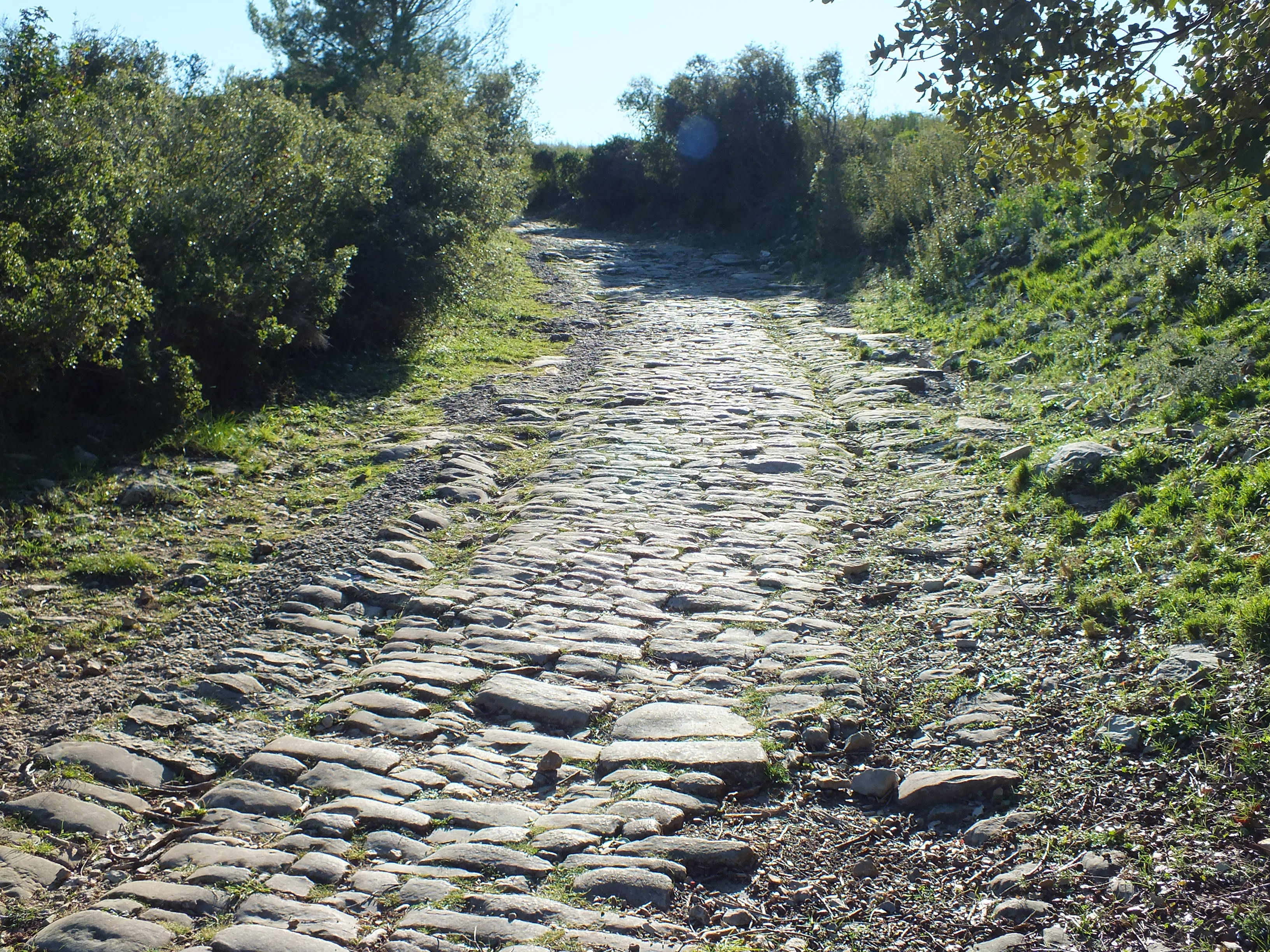
La voie Domitienne à Ambrussum.

- Domitius Ahenorbarbus fonde Narbo Martius (Narbonne), première colonie romaine créée en Gaule transalpine, la seule jusqu'à la création d'Arles en 46 av. J.-C.[5] Domitius commence les travaux de bornage de la voie Domitienne (daté de 118-117 par le milliaire de Treilles, dans l'Aude) qui relie l'Espagne à l'Italie[6] ; il est possible qu'il passe des traités de fœdera avec les Salyens, les Voconces, les Volques Tectosages et Arécomiques, les Helviens et les Cavares, mais l'organisation d'une nouvelle province, la Gallia Transalpina (Gaule transalpine) entre les Alpes maritimes et les Pyrénées (devenue Gallia Narbonensis, la Gaule narbonnaise, sous Auguste), ne se fait pas avant 100 av. J.-C. (Caius Marius) où plutôt 74-72 av. J.-C. (Pompée). Massalia (Marseille) conserve son territoire, qui est même augmenté, entre les Alpes et la frange littorale jusqu'en Italie et le Rhône jusqu'à Vienne[7].

## Décès
- Micipsa, roi des Numides.